# Garaje HP
El  Garaje Hewlett-Packard  es un antiguo garaje de Palo Alto (California), ahora  Lugar Histórico  tanto en California como a nivel Estados Unidos. Es el pequeño garaje de la antigua casa de David Packard, en 367, Addison Avenue de Palo Alto, cerca de la Universidad de Stanford al Silicon Valley. William Hewlett y David Packard desarrollaron el 1930 su primer producto (un oscilador) y fundaron la compañía Hewlett-Packard el 1939 , rápidamente se convirtieron en una de las empresas más grandes del mundo. Este garaje es ahora uno de los símbolos del sueño americano, y es considerado oficialmente por el Estado de California como punto de partida del Silicon Valley.

## Historia
William Hewlett y David Packard, dos grandes amigos, ambos ingenieros compañeros de estudios en la Universidad de Stanford (curso de 1934), están desarrollando un oscilador de audio de precisión, el modelo 200A. Mediante el uso de una bombilla como resistencia para estabilizar la temperatura del circuito, esta innovación les permitió simplificar el dispositivo y reducir el precio de venta en 54.40 Dólares en lugar de los $ 200 que valían otros modelos menos estables.
El 1 de enero de 1939, los dos ingenieros fundaron la empresa Hewlett-Packard, con 585 dólares en el bolsillo.
Su primer cliente, fueron los estudios Walt Disney Pictures, que compraron ocho osciladores de baja frecuencia, modelo 200B, a 71,50 dólares cada uno, para sincronizar los efectos de sonido a la película Fantasía y desarrollar el sistema Fantasound (precursor del Dolby Surround).
A finales de 1939, se comercializaron media docena de nuevos productos electrónicos de medida (incluyendo un analizador de ondas), experimentando un gran éxito comercial, lo que dio a Hewlett-Packard una reputación de calidad y fiabilidad.
Hewlett-Packard creció rápidamente hasta llegar a una de las 40 empresas multinacional s más importantes del mundo, en el campo de los ordenador y la electrónica.